# Condado de Box Butte
El condado de Box Butte (en inglés: Box Butte County), fundado en 1886, es un condado del estado estadounidense de Nebraska. En el año 2000 tenía una población de 12 158 habitantes con una densidad de población de 4 personas por km². La sede del condado es Alliance.

## Geografía
Según la oficina del censo el condado tiene una superficie total de 2792 km² (1078,0 mi²), de los que 2784 km² (1074,9 mi²) son tierra y 8 km² (3,1 mi²) (0,24%) son agua.

### Condados adyacentes
- Condado de Dawes - norte
- Condado de Sheridan - este
- Condado de Morrill - sur
- Condado de Scotts Bluff - suroeste
- Condado de Sioux - oeste

## Demografía
Según el 2000 la renta per cápita media de los habitantes del condado era de 39 366 dólares y el ingreso medio de una familia era de 46 670 dólares. En el año 2000 los hombres tenían unos ingresos anuales 36 966 dólares frente a los 21 762 dólares que percibían las mujeres. El ingreso por habitante era de 18 407 dólares y alrededor de un 10,70% de la población estaba bajo el umbral de pobreza nacional.

## Ciudades y pueblos
Las principales ciudades son:
- Alliance
- Hemingford.